# پژروشل
پژروشل (به لهستانی:  Przerośl) یک روستا در لهستان است که در گمینا پژروشل واقع شده‌است. پژروشل ۳٬۳۰۰ نفر جمعیت دارد.